# 광명시흥보금자리
광명시흥보금자리는 광명시 광명동, 옥길동, 노온사동, 가학동 , 시흥시 과림동, 무지내동, 금이동, 논곡동, 목감동 일원의 목감천 주변에 조성될 예정이던  신도시이었다. 제2경인고속도로를 기준으로 북쪽부터 사업을 진행할 계획이었다.

## 논란
해당지역에는 중소기업이 밀집하여 있어 공장이 철거되는 것에 대한 논란이 있다. 시흥시와 경기도는 도시자족기능을 위하여 산업단지를 먼저 건설해 그곳으로 입주시키기로 했다.

## 백지화
LH의 재정난과 주택시장 침체, 그리고 주택공급 과잉에 대한 우려 등으로 인하여 사업이 지지부진했었고, 이에 따라 사업구역 대폭 축소가 유력시되었다. 2014년 5월에 결국 사실상 백지화되었다.
<광명시흥첨단산업단지>